# 大镜山站
大镜山站是珠海有轨电车1号线的一座车站。

## 车站结构
大镜山站是岛式车站，进出该站需利用地下通道。

## 接驳公交路线
- 珠海公交：13、16、17、55、68、K2[2]。

## 车站周边
- 珠海市疾病预防控制中心[2]
- 珠海市委党校[2]
- 珠海市动物医院[2]
- 珠海工程勘察院[2]
- 梅华小区